# Villa Frontera
Villa Frontera é uma localidade localizada na comuna de Arica, Província de Arica, ao extremo norte da Região de Arica e Parinacota, no Chile.
Se encontra na ribeira norte do Rio Lluta, a metros da foz do rio ao Oceano Pacífico junto a um estuário. Ao norte do povoado se encontra o Aeroporto Internacional Chacalluta, nas inmediações da fronteira chileno-peruana.

## Demografía
O censo demográfico do ano 2002 do Instituto Nacional de Estatísticas classifica a Villa Frontera como aldeia, compartilhando dessa categoria com San Miguel de Azapa sendo uma das poucas aldeias da região.
| Coordenadas                  | Localidade     | Categoria | População (censo 2002) | População masculina | População feminina | Casas (censo 2002) |
| ---------------------------- | -------------- | --------- | ---------------------- | ------------------- | ------------------ | ------------------ |
| 18° 23′ 57″ S, 70° 18′ 53″ O | Villa Frontera | Aldea     | 370                    | 206                 | 164                | 147                |